# Ryūsuke Hamaguchi

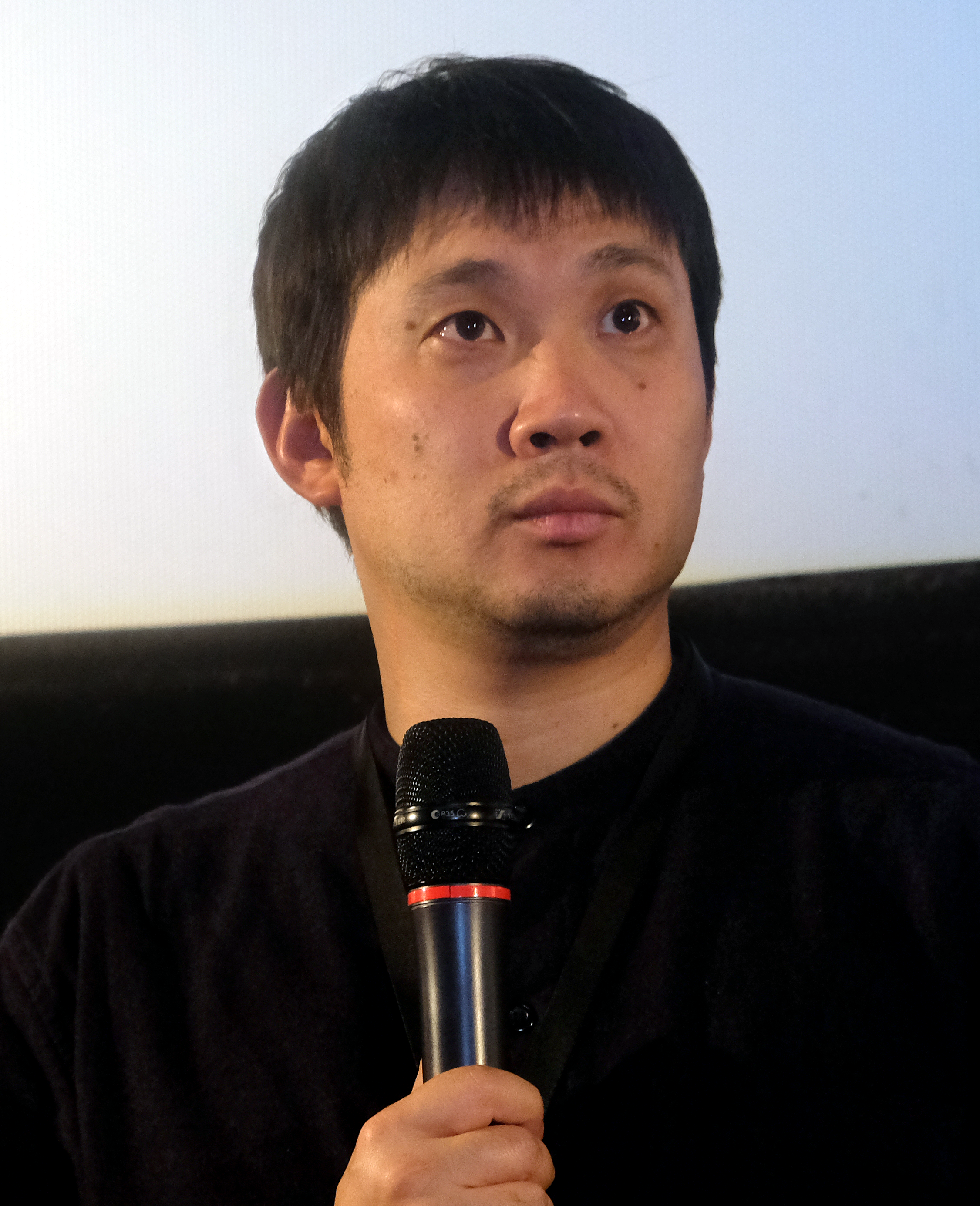
Ryūsuke Hamaguchi (2018)

Ryūsuke Hamaguchi (jap. 濱口 竜介, Hamaguchi Ryūsuke; * 16. Dezember 1978 in Kanagawa) ist ein japanischer Filmregisseur und Drehbuchautor. Seit Mitte der 2000er-Jahre hat er mehr als ein Dutzend Filme inszeniert, sowohl Spiel- als auch Dokumentarfilme. Er wird zu den wichtigsten zeitgenössischen japanischen Filmemachern gezählt. Sein vielfach prämierter Spielfilm Drive My Car (2021) gewann den Oscar als Bester internationaler Film.

## Leben

### Ausbildung und erste Spiel- und Dokumentarfilme
Ryūsuke Hamaguchi studierte an der Universität Tokio Ästhetik, Kunst sowie Filmtheorie. Ursprünglich hegte er eine Vorliebe für das Hollywood-Kino. Dies änderte sich, als er während seines Studiums einem Filmklub beitrat und mit der Literatur von Shigehiko Hasumi in Kontakt kam. Auch begegnete Hamaguchi in dieser Zeit den Werken des Filmregisseurs John Cassavetes. Vor allem dessen Film Ehemänner (1970) hinterließ bei ihm einen bleibenden Eindruck und bestärkte ihn darin, eine Karriere beim Film einzuschlagen. Auch hegt er eine Vorliebe für die Werke Éric Rohmers.
Nach seinem Bachelor-Abschluss in Kunstästhetik begann Hamaguchi einige Jahre in der kommerziellen Filmindustrie zu arbeiten. Ein Posten als Regieassistent befriedigte ihn nicht, woraufhin er bei einer TV-Produktionsfirma für Wirtschaftsprogramme anheuerte. Er genoss die dortige Arbeit und begriff sie als eine Art Vorbereitung. Nach Einrichtung eines Graduiertenprogramms an der Universität der Künste in Tokio gab Hamaguchi seinen Job auf, um dort ein Filmstudium aufzunehmen. Zu seinen Mentoren gehörte Kiyoshi Kurosawa und er begann Filme zu inszenieren, die stark von dessen Arbeiten geprägt waren. Nach einem 2007 entstandenen, gleichnamigen Remake von Andrei Tarkowskis Solaris, legte er mit dem Spielfilm Passion (2008) seinen Abschlussfilm vor. Das Werk handelt von einer Gruppe von sechs Freunden im nächtlichen Yokohama, unter denen eine Hochzeitsankündigung einen Beziehungsreigen auslöst. Nachdem sich Hamaguchi bei seinen früheren Werken verstärkt um die Kameraposition und Cadrage gekümmert hatte, konzentrierte er sich eigenen Angaben zufolge in Passion ganz auf die Emotionen seiner Schauspieler. Der Lohn war eine Einladung in den Wettbewerb des Festivals TOKYO FILMeX sowie zu den Filmfestivals von San Sebastián und Karlovy Vary.
Mit dem Spielfilm The Depths (2010) folgte Hamaguchis erste kommerzielle Arbeit, die als internationale Koproduktion zwischen staatlichen Filmschulen in Südkorea und Japan entstand. Das homoerotische Drama handelt von einem erfolgreichen koreanischen Modefotografen (dargestellt von Kim Min-joon), der einen attraktiven japanischen Callboy (Hōshi Ishida) begehrt und ihm zum Erfolg als Model verhelfen will. Ebenfalls als Hochschulprojekt deklariert war der über vierstündige Experimentalfilm Shinmitsusa (2012, Intimacies). Hamaguchi drehte mit Schauspielschülern, die für das titelgebende Theaterstück proben, wobei sich Dokumentarisches und Fiktionales miteinander vermischten. Im selben Jahr folgte mit Sound of the Waves (2012) der erste Teil der Tohoku Documentary Trilogy, die er gemeinsam mit Ko Sakai realisierte. Dabei besuchten sie die durch Tsunamis in den Jahren 1933 und 2011 zerstörten und wiederaufgebauten Städte an der Sanriku-Küste und ließen die Überlebenden sich gegenseitig von ihren Erinnerungen berichten. 2014 folgten die übrigen Teile Nami no koe: Shinchimachi (Voices from the Waves: Shinchimachi) und Nami no koe: Kesennuma (Voices from the Waves: Kesennuma) mit eingefangenen Dialogen der Menschen aus Shinchimachi und Kesennuma.
Zwischen den Dokumentarfilmen entstand mit Bukimi na mono no hada ni sawaru (2013) ein fast einstündiges Mystery-Drama, mit dem sich Hamaguchi ein weiteres Mal an einem Genrefilm versuchte. Darin ist Shōta Sometani als 17-jähriger Jugendlicher zu sehen, der nach dem Tod seines Vaters beginnt, sein Umfeld zu manipulieren.

### Erfolg mit »Happy Hour«und Einladungen nach Cannes und Berlin
Den internationalen Durchbruch als Filmregisseur ebnete Hamaguchi 2015 sein siebter Spielfilm Happy Hour, der von Cassavetes’ Ehemänner inspiriert wurde. Das über fünfstündige Werk stellt vier Freundinnen in den Dreißigern aus Kōbe in den Mittelpunkt. Als eine der Frauen von ihrer komplizierten Scheidung berichtet und plötzlich verschwindet, hat dies Auswirkungen auf das Leben aller Beteiligten. Happy Hour brachte Hamaguchi u. a. eine lobende Erwähnung auf dem Locarno Festival für das gemeinsam mit Tadashi Nohara und Tomoyuki Takahashi verfasste Drehbuch ein, wo auch die vier Schauspieldebütantinnen Sachie Tanaka, Hazuki Kikuchi, Maiko Mihara und Rira Kawamura den Darstellerpreis gewannen. Seine Darstellerinnen hatte der Regisseur vor den Dreharbeiten durch einen sechs Monate andauernden Theater-Improvisationsworkshop geführt. Es folgten weitere Auszeichnungen in Europa und Asien. Die Neue Zürcher Zeitung verglich den Film bei seiner Festivalpremiere in Locarno mit einer japanischen Variante einer überlangen Folge der US-amerikanischen Kultserie Sex and the City. Zwar kritisierte sie die Länge des Films, lobte aber die Dialoge und zeigte sich verblüfft über die für japanische Verhältnisse offene Herangehensweise an das Thema Beziehungen.
Im Jahr 2016 folgte der Kurzfilm Tengoku wa mada tōi. Auch fand eine erste Werkschau im Münchner Werkstattkino statt. Zwei Jahre später erhielt Hamaguchi für seinen folgenden Spielfilm Netemo sametemo (Asako I & II) eine Einladung in den Wettbewerb des Filmfestivals von Cannes 2018. Während sein Landsmann Hirokazu Koreeda für Shoplifters – Familienbande die Goldene Palme gewann, blieb sein romantisches Drama über eine Frau (dargestellt von Erika Karata), die auf den Doppelgänger ihres verschollenen Liebhabers (Masahiro Higashide) trifft, unprämiert. Zur gleichen Zeit wurde Happy Hour erstmals in Frankreich gezeigt, aufgeteilt in fünf Episoden an drei aufeinander folgenden Wochen. Netemo sametemo, basierend  auf dem gleichnamigen Werk von Tomoka Shibasaki, wurde auf zahlreichen weiteren internationalen Filmfestivals gezeigt. Auch beeindruckte es französische Filmkritiker. Vom September bis November 2019 folgte eine große Werkschau im Maison de la culture du Japon in Paris. Hamaguchi wird mittlerweile zu den wichtigsten zeitgenössischen japanischen Filmemachern gezählt und zu einer neuen Generation um Kōji Fukada und Katsuya Tomita, die in ihren filmischen Ausdrucksmitteln als handwerklicher, prekärer aber auch hartnäckiger angesehen wird. Er gilt als Anhänger eines schmucklosen Realismus, während er akribisch die Gefühlswelten seiner Figuren nachzuzeichnen versucht. Hamaguchi selbst gibt an, dass die digitale Arbeitsweise mit dem Medium Film seine Generation auszeichne. Auf diese Weise sei es möglich, freier zu filmen und dem Schauspiel Vorrang einzuräumen. 2020 arbeitete er erneut mit Tadashi Nohara und seinem früheren Mentor Kiyoshi Kurosawa am Drehbuch zu dessen Historiendrama Supai no tsuma (Wife of a Spy) zusammen, das auf dem Filmfestival von Venedig den Regiepreis zuerkannt bekam.
Im Jahr 2021 erhielt Hamaguchi für seinen Spielfilm Das Glücksrad eine Einladung in den Wettbewerb der 71. Internationalen Filmfestspiele Berlin, wo er mit dem Großen Preis der Jury ausgezeichnet wurde. Der Film ist eine Hommage an die Frauen und besteht aus drei Episoden, die die Themen Zufall und Fantasie miteinander verbindet. Hamaguchi fand Gefallen an dem Medium Kurzfilm und er plant eigenen Angaben zufolge eine Serie aus sieben Episoden zu realisieren.
Ebenfalls im Jahr 2021 erhielt Hamaguchi für Drive My Car seine zweite  Einladung in den Wettbewerb des  Filmfestivals von Cannes. Dabei handelt es sich um die Verfilmung einer gleichnamigen Kurzgeschichte von Haruki Murakami, die 2014 in der Sammlung Von Männern, die keine Frauen haben veröffentlicht wurde. Dafür bekam Hamaguchi gemeinsam mit Takamasa Ōe den Drehbuchpreis zuerkannt. In der Folge wurde das Werk als Japans Kandidat in der Kategorie Bester internationaler Film bei der Oscarverleihung 2022 ausgezeichnet und erhielt drei weitere Nominierungen (Bester Film, Beste Regie, Bestes adaptiertes Drehbuch). Darüber hinaus gewann Drive My Car u. a. den New York Film Critics Circle Award als Bester Film und den Golden Globe Award als beste fremdsprachige Produktion.
Im Jahr 2022 wurde er in die Wettbewerbsjury der 72. Internationalen Filmfestspiele Berlin sowie in die Academy of Motion Picture Arts and Sciences (AMPAS) berufen, die alljährlich die Oscars vergibt. Im Jahr darauf stellte er den Spielfilm Evil Does Not Exist fertig, der ihm seine erste Einladung in den Wettbewerb um den Goldenen Löwen der Filmfestspiele von Venedig einbrachte.

## Filmografie (Auswahl)
- 2007: Solaris
- 2008: Passion (パッション)
- 2010: The Depths

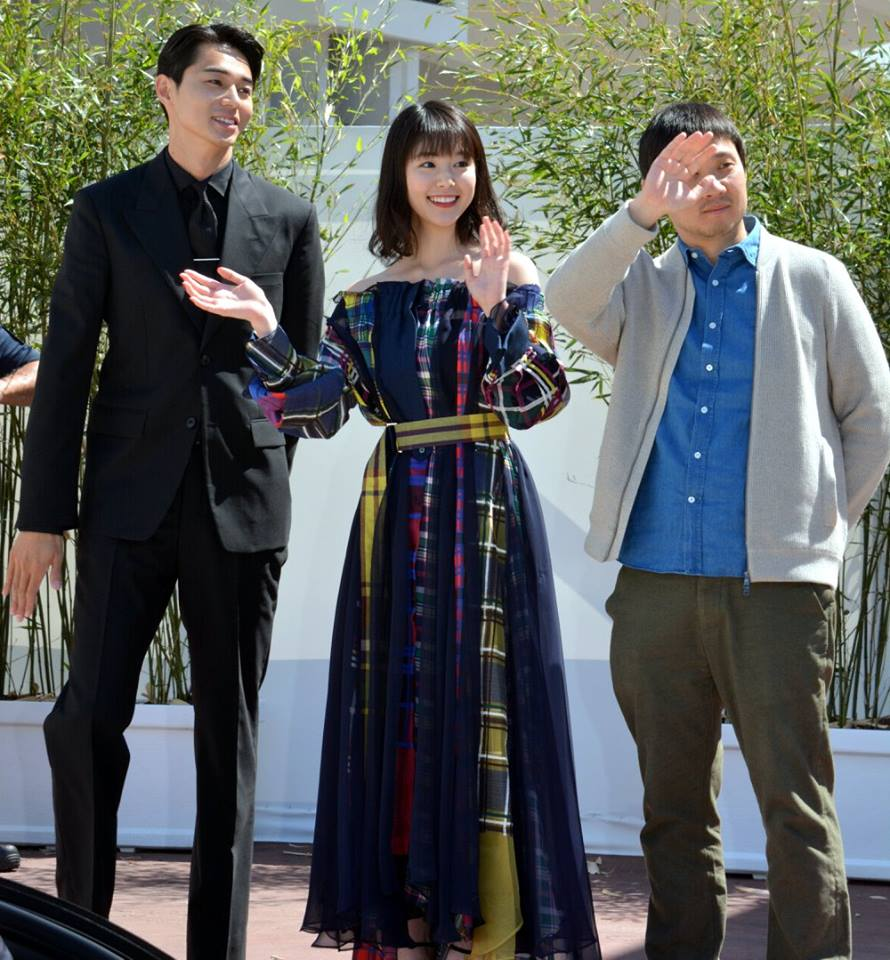
Hamaguchi (rechts) bei der Präsentation von Netemo sametemo in Cannes (2018)

- 2012: Intimacies (親密さ, Shinmitsusa)
- 2012: Sound of the Waves (なみのおと, Naminooto, Dokumentarfilm, Co-Regie)
- 2013: Touching the Skin of Eeriness (不気味なものの肌に触れる, Bukimi na mono no hada ni sawaru)
- 2014: Voices from the Waves: Shinchimachi (なみのこえ 新地町, Naminokoe: Shinchimachi, Dokumentarfilm, Co-Regie)
- 2014: Voices from the Waves: Kesennuma (なみのこえ 気仙沼, Naminokoe: Kesennuma, Dokumentarfilm, Co-Regie)
- 2015: Happy Hour (ハッピーアワー, Happī Awā)
- 2016: Tengoku wa mada tōi (Kurzfilm)
- 2018: Asako I & II (寝ても覚めても, Netemo sametemo)
- 2020: Wife of a Spy (スパイの妻, Supai-no-tsuma, nur Drehbuch)
- 2021: Das Glücksrad (偶然と想像, Gūzen to sōzō / Wheel of Fortune and Fantasy)
- 2021: Drive My Car (ドライブ・マイ・カー, Doraibu mai kā)
- 2023: Evil Does Not Exist (悪は存在しない, Aku wa sonzai shinai)

## Auszeichnungen (Auswahl)
Hamaguchi gewann bislang über 40 internationale Film-, Festival- und Kritikerpreise und wurde für mehr als 70 weitere nominiert:
- 2013: Yamagata International Documentary Film Festival – Sky Perfect IDEHA Prize (Storytellers)
- 2015: Nantes Three Continents Festival – Silver Montgolfiere und Publikumspreis (Happy Hour)
- 2015: Singapore International Film Festival – Beste Regie (Happy Hour)
- 2016: Asia Pacific Screen Award – Lobende Erwähnung für das Drehbuch (Happy Hour)
- 2018: Locarno Festival – Bestes Drehbuch (Happy Hour)
- 2021: Großer Preis der Jury der Berlinale (Das Glücksrad)
- 2021: Filmfestival von Cannes – Drehbuchpreis, Preis der Ökumenischen Jury, FIPRESCI-Preis (Drive My Car)
- 2021: Asia Pacific Screen Award – Bester Film, Bestes Drehbuch (Drive My Car)
- 2021: Chicago International Film Festival – Preis der Jury, Silver Q-Hugo, Publikumspreis (Das Glücksrad)
- 2021: Gotham Award – Bester internationaler Spielfilm (Drive My Car)
- 2021: Indiewire Critics’ Poll – Bestes Drehbuch (Drive My Car)
- 2021: Los Angeles Film Critics Association Award – Bestes Drehbuch (Drive My Car)
- 2022: British Academy Film Award – Bester nicht-englischsprachiger Film (Drive My Car)
- 2022: Independent Spirit Award – Bester internationaler Film (Drive My Car)
- 2022: London Critics’ Circle Film Award – Bestes Drehbuch (Drive My Car)
- 2022: National Society of Film Critics Award – Beste Regie, Bestes Drehbuch (Drive My Car)
- 2022: Oscar – Nominierungen Beste Regie, Bestes adaptiertes Drehbuch (Drive My Car)
- 2022: Toronto Film Critics Association Award – Bester internationaler Film, Bestes Drehbuch (Drive My Car)

Darüber hinaus gewann Hamaguchis Regiearbeit Drive My Car 2022 als japanischer Beitrag den Oscar in der Kategorie Bester internationaler Film sowie den Golden Globe Award in derselben Kategorie.